# Dojarka

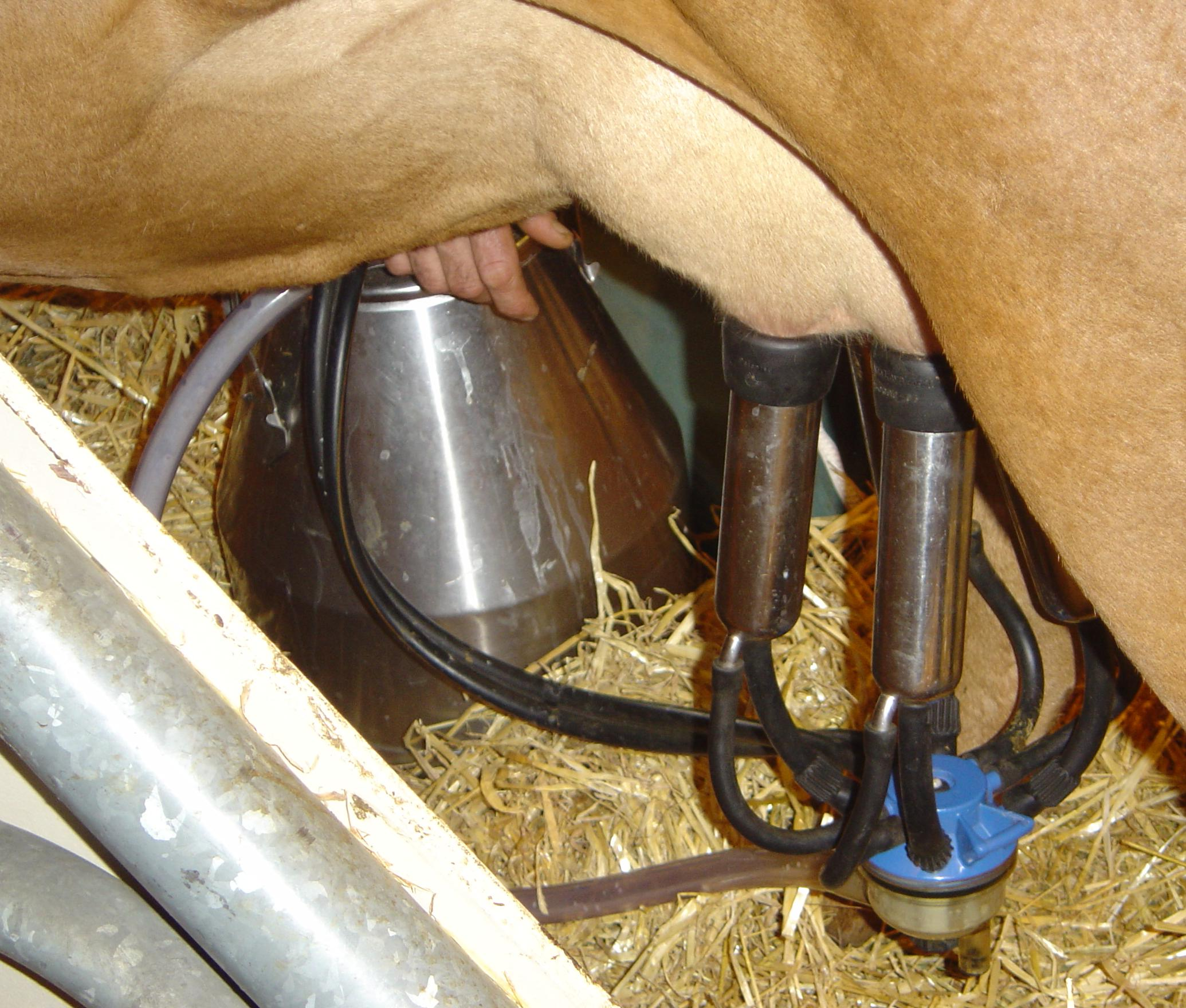
Dojarka

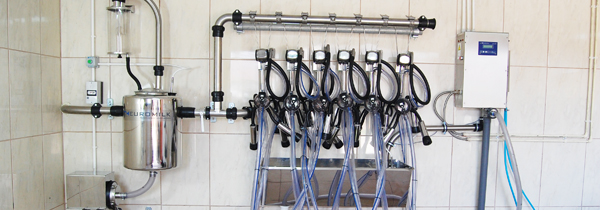
Dojarka przewodowa Euromilk

Dojarka – urządzenie mechaniczne służące do automatycznego dojenia krów. Pracuje naprzemiennie w dwóch cyklach: ssania, w którym następuje wysysanie mleka oraz ściskania, w którym następuje ściśnięcie strzyka. Ciśnienie w momencie ssania wynosi ok. 44-55 kPa.
Wyssane mleko z wymion przepływa pod ciśnieniem do zbiornika (tzw. basen), który jest rodzajem schładzalnika i utrzymuje mleko w temperaturze kilku stopni powyżej zera.
W użyciu znajduje się kilka rodzajów dojarek, m.in. konwiowe, bańkowe czy rurociągowe (z rurociągiem mlecznym).